# ヴェンティミーリア・ディ・シチーリア
ヴェンティミーリア・ディ・シチーリア（イタリア語: Ventimiglia di Sicilia）は、イタリア共和国シチリア自治州パレルモ県にある、人口約1,900人の基礎自治体（コムーネ）。

## 地理

### 位置・広がり
パレルモ県のコムーネ。県都パレルモから南東へ28kmの距離にある。

#### 隣接コムーネ
隣接するコムーネは以下の通り。
- バウチーナ
- ボロニェッタ
- カッカモ
- カステルダッチャ
- チミンナ